# Смоленська фортеця

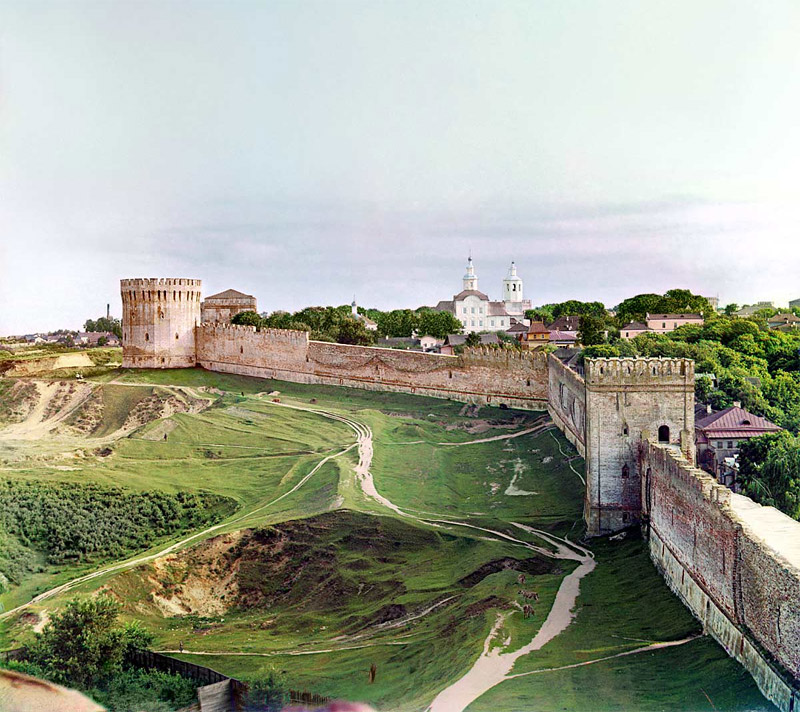
Фортеця у 1912

Смоле́нська форте́ця — фортифікаційна споруда у місті Смоленськ (що було захоплене Московією у війні проти Великого князівства Литовського), споруджена у 1595–1602 роках.

## Історія
Будівництво фортеці у Смоленську розпочалось у 1595 і тривало протягом правління царів Федора Івановича та Бориса Годунова до 1602 року. Керівництво за будівництвом здійснював архітектор Федір Конь. На спорудженні фортеці було задіяно близько 6 тисяч будівників та 3 тисяч возів, зайнятих підвезенням матеріалів.

## Опис
Смоленська фортеця охоплює територію площею 2,7 км². У первинному вигляді фортеця складалась з 38 веж та 38 прясел.

План-схема Смоленської фортеці